# Hilltop (Minnesota)
Hilltop è una città degli Stati Uniti d'America, situata in Minnesota, nella contea di Anoka.